# 해리 더그힐란
하루툰 크리코어 더그힐란 주니어(영어: Haroutune Krikor Daghlian Jr., 1921년 5월 4일 – 1945년 9월 15일)는 맨해튼 계획에 참가했던 미국의 물리학자이다. 1945년 8월 21일 뉴멕시코에 있는 로스 알라모스 연구소의 오메가 기지에서 임계 질량 실험을 하던 중 실수로 자신에게 방사선을 조사했고 그로 인해 생긴 급성방사선증후군으로 25일 후 사망했다.

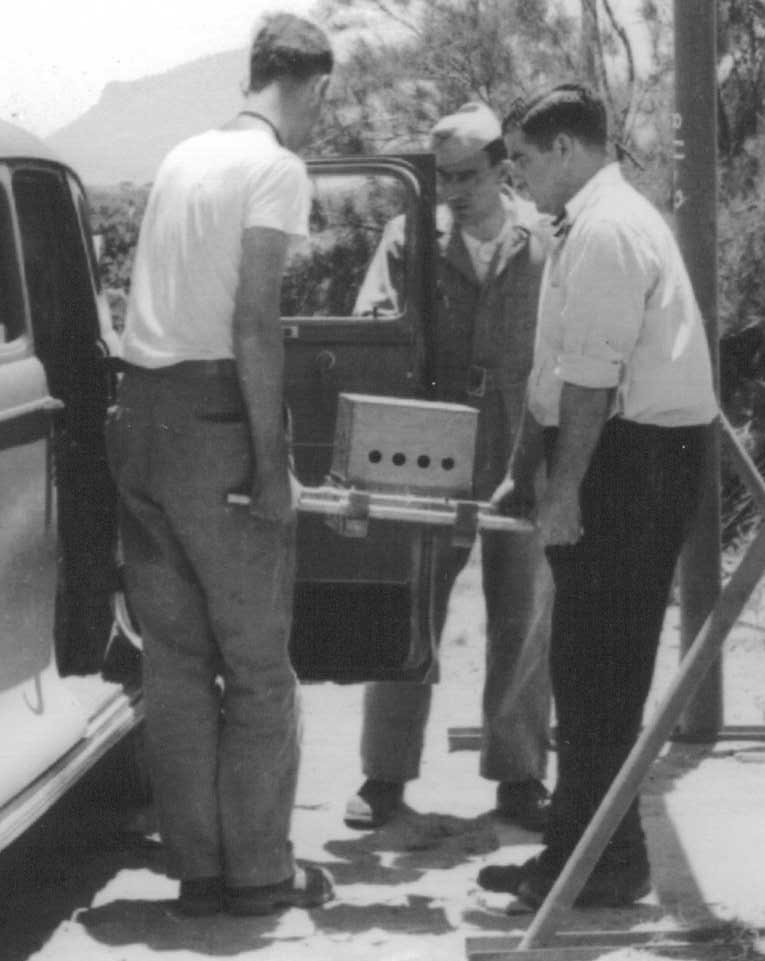
1945년 7월 13일, 플루토늄 피트와 개시제가 들어 있는 조립된 탬퍼 플러그를 맥도날드 목장에서 샷 타워로 운반하기 위해 세단에 싣고 있는 허버트 레어(왼쪽)와 해리 다글리안 주니어(오른쪽)

더그힐란은 실수로 탄화 텅스텐 벽돌을 6.2kg  플루토늄-갈륨 합금으로 만든 폭탄 노심에 떨어뜨렸을 때 발생한 임계사고로 인해 방사선에 조사되었다. 나중에 '악마 핵'이라는 별명이 붙은 이 노심은 나중에 또 다른 물리학자인 루이스 슬로틴의 죽음에도 기여했다.

## 어린 시절
아르메니아계 미국인 혈통의 하루툰 크리코어 더그힐란 주니어는 1921년 5월 4일 코네티컷 주 워터베리 에서 마가렛 로즈와 하루툰 크리코어 다글리안의 세 자녀 중 한 명으로 태어났다. 그의 아버지는 터키 가지안테프 출신이었다.  출생 직후 가족과 함께 코네티컷주 뉴런던의 해안 마을로 이사했다. 하버 초등학교에서 학교 오케스트라에서 바이올린을 연주했고 버클리고등학교에서 교육을 받았다. 1938년 17세의 나이로 그는 수학을 공부할 생각으로 매사추세츠 공과대학에 입학했지만 물리학, 특히 당시 떠오르고 있던 분야인 입자물리학에 관심을 갖게 되었다. 그래서 인디애나 주 웨스트라피엣의 퍼듀 대학교 캠퍼스로 편입하여 1942년 이학사 학위를 받고 졸업했다. 그런 다음 사이클로트론으로 마샬 할로웨이를 도우면서 박사 학위 작업을 시작했다. 1944년 아직 대학원생일 때 그는 맨해튼 계획의 로스 알라모스 연구소에서 오토 로베르트 프리슈의 중요 조립 그룹에 합류했다.

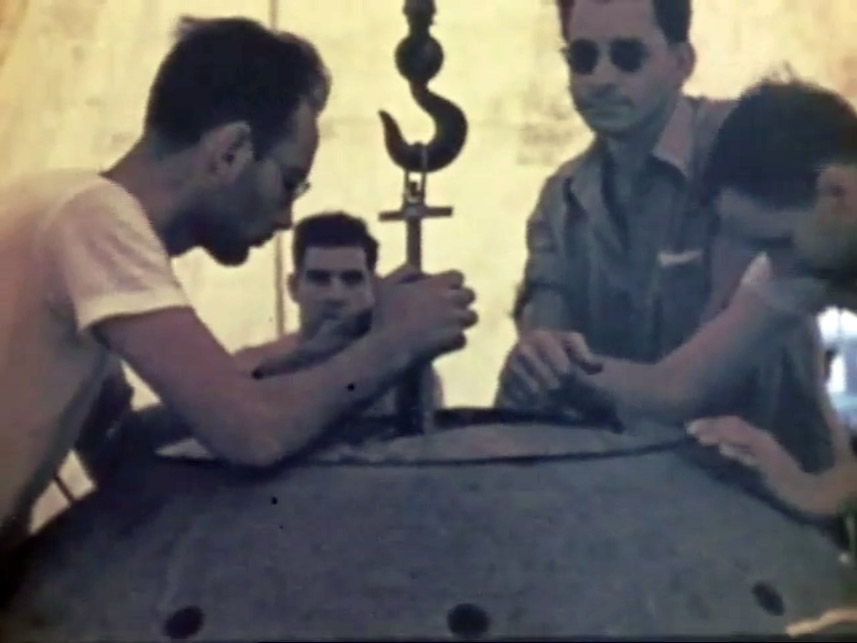
1945년 7월 트리니티 핵실험을 준비하는 루이스 슬로틴(선글라스 착용)과 해리 더그힐란 주니어.(가운데 앉음). 두 물리학자는 초임계 사고로 사망했다.

## 임계사고와 사망

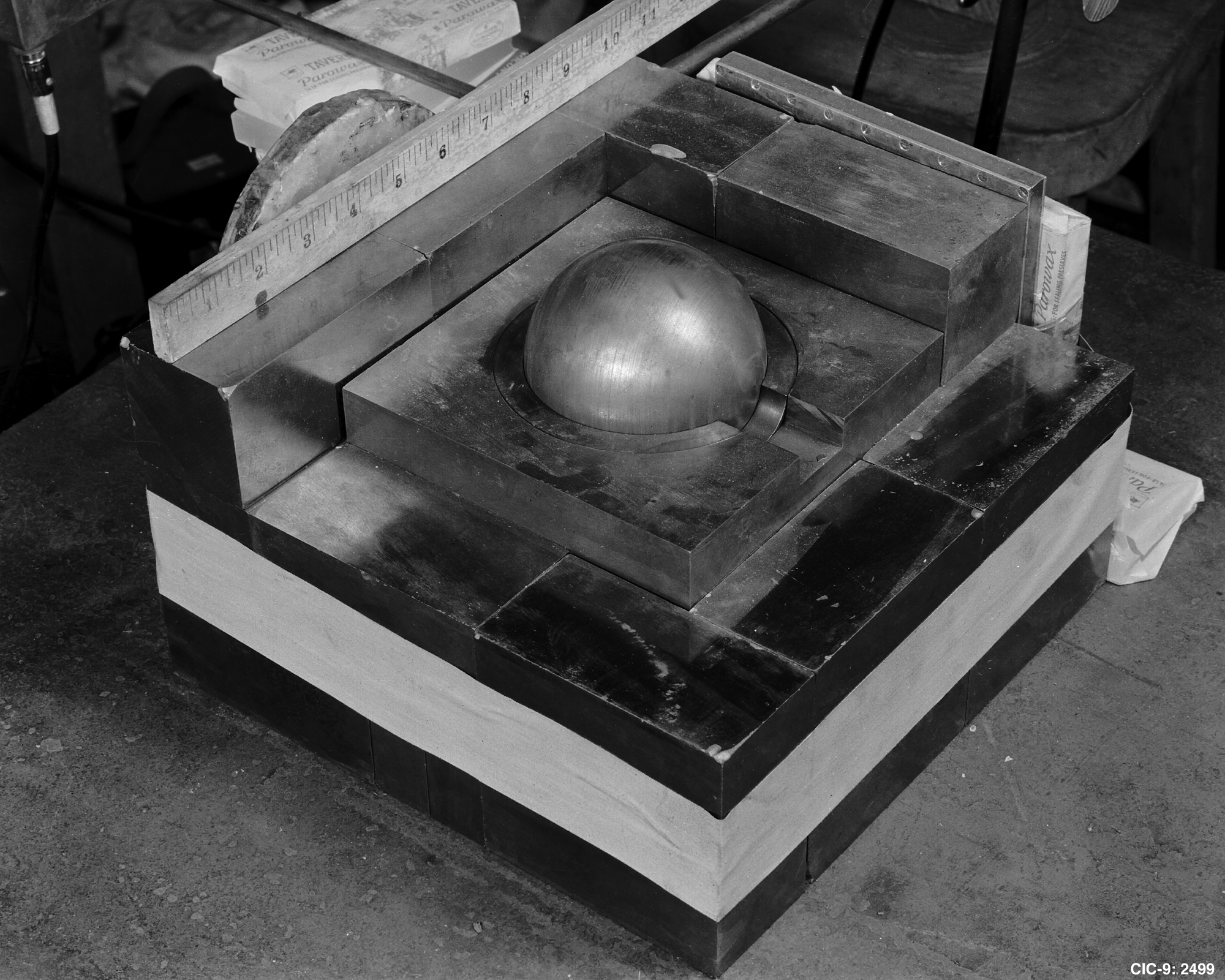
더그힐란의 1945년 실험을 재현한 중성자 반사 탄화 텅스텐 블록으로 둘러싸인 플루토늄 구체

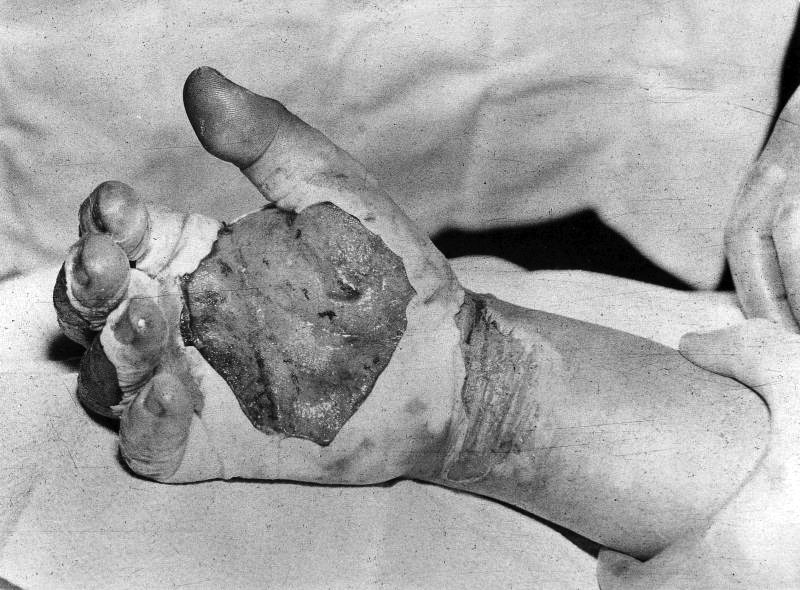
1945년 8월 30일에 촬영된 해리 더그힐란의 물집이 생기고 화상을 입은 손. 더그힐란은 이 사진을 찍은 지 16일 만에 사망했다.

1945년 8월 21일 더그힐란은 실험 중에 플루토늄 코어가 임계에 도달하는 데 필요한 질량을 줄일 목적으로 4.4 킬로그램 (9.7 lb) 플루토늄 노심 주위에 증분 방식으로 탄화 텅스텐 블록을 쌓아 중성자반사체를 만들고 있었다. 마지막 블록을 조립품 위로 옮기던 중에 중성자 계수기는 더그힐란에게 블록을 추가하면 시스템이 임계 질량에 도달한다는 경고을 나타냈다. 더그힐란이 손을 거두면서 무심코 블록을 회중 중앙에 떨어졌다. 조립품이 거의 임계 상태에 있었기 때문에 블록이 추가되면서 반응이 중성자 거동의 즉각적인 임계 영역으로 즉시 이동했으며, 이로 인해 임계사고가 발생했다.
더그힐란은 블록을 떨어뜨린 직후에 반응하여 조립품에서 블록을 떨어뜨리려고 했지만 성공하지 못했으며, 반응을 멈추기 위해 탄화텅스턴 더미 일부를 분해해야 했다.
더그힐란은 10 16 핵분열의 수율에서 510 렘 (5.1 Sv ) 정도로 추정되는 중성자 방사선에 노출되었으며, 집중 치료에도 불구하고 더그힐란은 심각한 급성방사선증후군 증상을 보였고 누이와 미망인이었던 어머니가 그를 돌보기 위해 날아와야 했다 이후 혼수상태에 빠진 그는 사고 25일 만에 사망했다.  그의 시신은 뉴 런던으로 반환되어 시더 그로브스 공동묘지에 묻혔다.

## 유산
이 사건으로 인해 유사한 실험을 검토하고 적절한 안전 절차를 권장하기 위해 특별위원회가 설립되었으며, 해당 프로젝트의 안전 규정이 면밀히 검토해 개정했다. 절차 변경에는 해당 실험에 최소 2명의 인원이 필요하고, 경고음과 함께 중성자 강도를 모니터링하는 최소 2개의 장비를 사용하고, 유사한 실험 중에 발생할 수 있는 작동 방법 및 우발 상황에 대한 계획을 준비하는 것이 포함되었다. 또한 원격 제어 테스트 장치에 대한 논의와 설계가 시작되어 Godiva 장치를  만들었다.
하지만 이러한 노력에도 불구하고 이듬해인 1946년 로스 알라모스에서 동일한 플루토늄 노심에 대한 임계 실험을 수행하던 중 더그힐란의 동료였던 루이스 슬로틴이 사망했다 이 두 가지 사건 이후 해당 노심은 '악마 핵'으로 알려지게 되었으며,  원격 제어 조립 장치가 더욱 완전하게 개발되어 사용 가능해질 때까지 모든 유사한 임계실험이 중단되었다.
2000년 뉴 런던시는 더그힐란을 기리기 위해 캘킨스 공원에 기념비와 깃대를 세웠으며,,기념비에는 "군복을 입지는 않았지만 조국을 위해 봉사하다 사망했다"는 문구가 새겨졌다.